# Hieronim Malatesta
Hieronim Malatesta herbu własnego – szlachcic polski, kawalkator.
Pochodził z Apulii w królestwie Neapolu. Był kawalkatorem, wybitnym specjalistą od tresury i hodowli koni. Do Rzeczypospolitej przybył pod koniec XVI, osiadł na Litwie, prowadził stadninę i był dworzaninem Krzysztofa Monwida Dorohostajskiego, marszałka wielkiego litewskiego. Brał udział w walkach z wojskami rosyjskimi w czasie oblężenia Smoleńska. W 1611 Zygmunt III Waza za zasługi w wojnach z Turcją i Rosją nobilitował Malatestę, jego herb rozszerzono o godło herbu Leliwa, dodane przez Dorohostajskiego. W późniejszym okresie pracował dla Krzysztofa Radziwiłła.